# Steinberg Media Technologies
La Steinberg Media Technologies GmbH è una software house tedesca che realizza software per computer dedicati alla produzione musicale.
L'azienda fu fondata nel 1984 da Karl Steinberg e Manfred Rürup. Il suo primo prodotto fu il sequencer Steinberg Pro 16 per il personal computer Commodore 64. La società cambiò quindi nome in Steinberg Research to Steinberg Soft- und Hardware GmbH, ed ebbe attività negli Stati Uniti per qualche anno con il nome di Steinberg North America, Inc. Nel gennaio 2003 Steinberg venne acquisita dalla statunitense Pinnacle Systems, in cui ebbe ruolo indipendente continuando a sviluppare i propri prodotti prima di essere venduta a Yamaha nel dicembre 2004.

## Prodotti più noti
- Steinberg Pro 16 (per Commodore 64)
- Steinberg Pro 24 (per Atari ST)
- Steinberg Clean!
- Steinberg Cubase series (per Atari ST, Apple Macintosh e Microsoft Windows)
  - Steinberg Cubase Audio
  - Steinberg Cubase VST (Virtual Studio Technology)
  - Steinberg Cubasis VST (versione a basso costo di Cubase)
- Steinberg Cubase SX (ora in versione SX3)
- Steinberg Cubase SL (versione a basso costo di Cubase SX)
- Steinberg Groove Agent
- Steinberg Hypersonic
- Steinberg X-phraze
- Steinberg Virtual Guitarist / Virtual Guitarist electric edition
- Steinberg Plex
- Steinberg D'cota
- Steinberg HALion
- Steinberg Nuendo
- Steinberg WaveLab